# 庾悦
庾 悦（ゆ えつ、374年 - 411年）は、東晋の軍人。字は仲豫。本貫は潁川郡鄢陵県。

## 経歴
庾準（庾亮の子の庾羲の子）の子として生まれた。若くして琅邪王行参軍や司馬をつとめ、主簿となり、右長史に転じた。桓玄が政権を握ると、庾悦は豫州別駕従事史となり、驍騎将軍の号を受けた。桓玄が帝を称すると、庾悦は中書侍郎となった。劉裕が建康を平定すると、武陵王司馬遵の承制の下で、庾悦は寧遠将軍・安遠護軍・武陵国内史となった。病のため職を去った。鎮軍府に召されて諮議参軍となり、車騎従事中郎に転じた。劉毅に撫軍司馬となるよう請われたが、就任しなかった。車騎中軍司馬に転じた。
義熙5年（409年）、南燕に対する北伐に従軍した。義熙6年（410年）、盧循が建康に迫ると、庾悦は都督江州豫州之西陽新蔡汝南潁川司州之弘農揚州之松滋六郡諸軍事・建威将軍・江州刺史に任じられて、東道から鄱陽に出た。盧循がその部将の英糾に1000人あまりを与えて五畝嶠を遮断させると、庾悦は英糾を撃破して豫章に進軍した。
義熙7年（411年）、盧循の乱が平定されると、劉毅が都督江州諸軍事の官を強く求めたため、庾悦は都督と将軍官から解任され、江州刺史のまま豫章に移された。劉毅と親しい将軍の趙恢が1000の兵を率いて尋陽に入り、建威将軍府の文武3000人が劉毅の府に編入された。庾悦は志をえず、背中に腫瘍ができて、豫章に到着するとまもなく死去した。享年は38。征虜将軍の位を追贈され、新陽県五等男に追封された。

## 伝記資料
- 『宋書』巻52 列伝第12
- 『南史』巻35 列伝第25